# Perry Greeley Holden
Perry Greeley Holden (ur. 13 października 1865 w Dodge Center, zm. 8 października 1959) – amerykański agronom, pierwszy profesor agronomii w Stanach Zjednoczonych.

## Życiorys
Studiował na Uniwersytecie Stanu Michigan, gdzie uzyskał tytuł magistra w 1895. W latach 1896–1900 pracował na Uniwersytecie Illinois w Urbanie i Champaign, gdzie został adiunktem z zakresu fizyki gleb i pierwszym profesorem agronomii w Stanach Zjednoczonych. Przez następne dwa lata pracował jako menedżer Funk Brothers Seed Company, propagując wykorzystywanie hybrydowych nasion zbóż. W 1902 dołączył do kadry Uniwersytetu Stanu Iowa, początkowo jako prodziekan z zakresu rolnictwa, a następnie w 1906, jako przewodniczący ISU Extension Service. Przez jego rozmaite programy o szerokim zasięgu, propagujące wykorzystanie hybrydowych nasion zbóż, nadany został mu przydomek: "zbożowy kaznodzieja". 
W 1912 wystartował na urząd gubernatora stanu Iowa, jako główny kandydat republikanów. Po porażce w wyborach znów przeprowadził się do Michigan, gdzie został kierownikiem departamentu International Harvester Agricultural Extension. Przeszedł na emeryturę w 1932.

## Życie prywatne
11 listopada 1892 poślubił Carrie Amalie Burnett (ur. 7 kwietnia 1864). Mieli czworo dzieci, jedno zmarło w okresie niemowlęcym.